# Amygdalaria panaeola
Amygdalaria panaeola är en lavart som först beskrevs av Erik Acharius, och fick sitt nu gällande namn av Hertel & Brodo. Amygdalaria panaeola ingår i släktet Amygdalaria och familjen Lecideaceae.  Arten är reproducerande i Sverige. Inga underarter finns listade i Catalogue of Life.